# Ciudad Nezahualcóyotl
Ciudad Nezahualcóyotl of Ciudad Neza is een stad in Mexico. Het is een voorstad van Mexico-Stad, in de deelstaat Mexico. Nezahualóyotl heeft 1.072.676 inwoners (census 2020) en is de hoofdplaats van de gemeente Nezahualcóyotl.

## Stadsbeeld

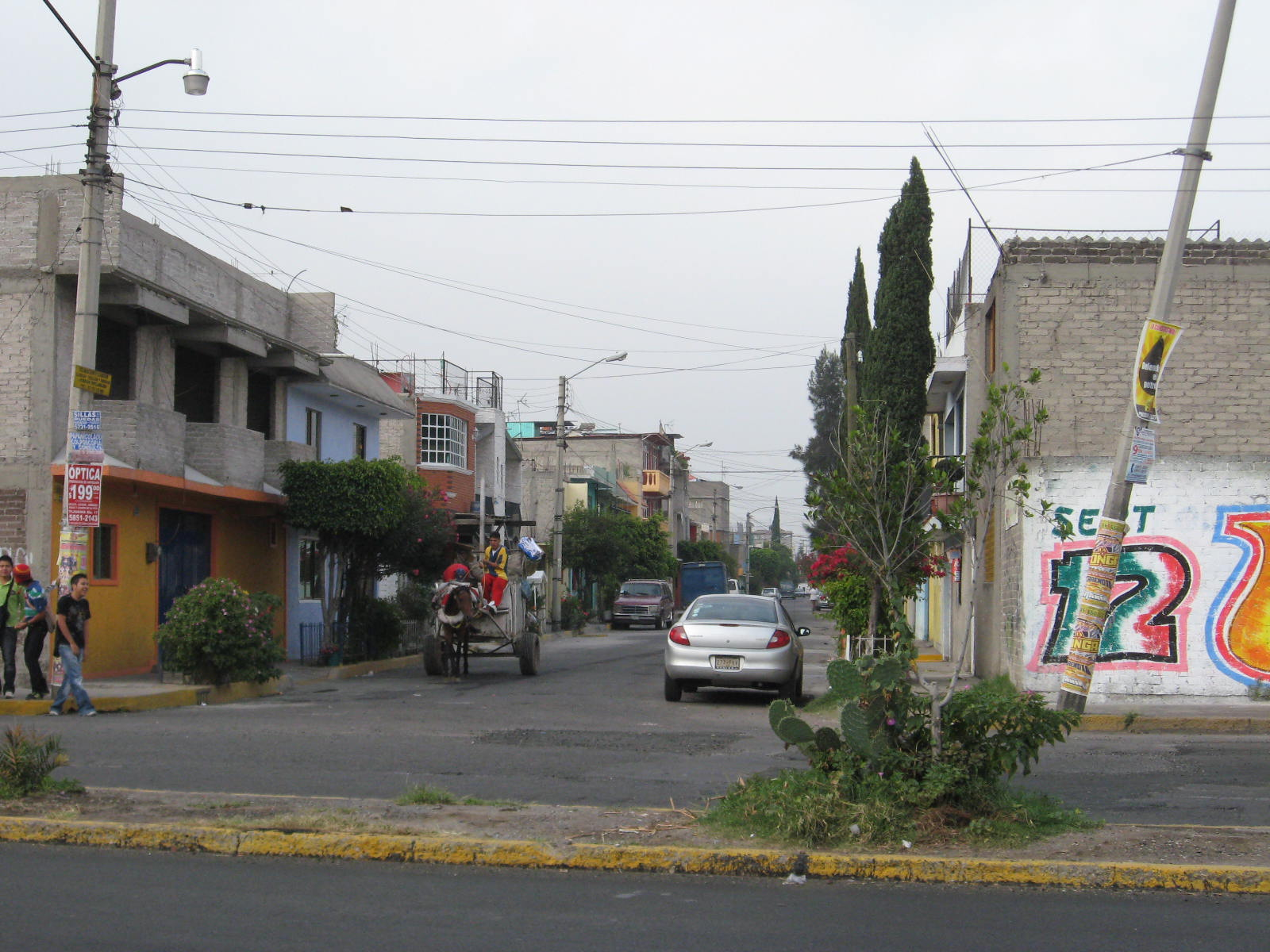
Straatbeeld

Nezahualcóyotl bestaat voor het grootste deel uit een rechthoekig stratenpatroon en ligt direct ten oosten van Mexico-Stad. Neza is een van de minder ontwikkelde voorsteden van Mexico-Stad en wordt gekenmerkt door een gebrek aan sociale en andere voorzieningen. Desalniettemin is de situatie gaandeweg verbeterd. Sinds 2000 is Nezahualcóyotl aangesloten op de metro van Mexico-Stad.

## Geschiedenis

Afbeelding van de hiëroglief Nezahualcóyotl

Nezahualcóyotl is de jongste miljoenenstad van Mexico. Aan het begin van de 20e eeuw was de plaats waar de stad zich bevindt nog onderdeel van het Texcocomeer. In 1912 werd begonnen met het droogleggen van dit deel van het meer om ruimte te bieden aan het uitdijende Mexico-Stad, alsmede om een einde te maken aan de overstromingen. In 1946 gaf president Manuel Ávila Camacho toestemming tot het bouwen van de plaats Colonia México. Vele armen trokken hiernaartoe en halverwege de jaren 50 had de stad al 40.000 inwoners. In 1963 telde de stad 80.000 inwoners en verzochten zij gouverneur Gustavo Baz om officiële erkenning. Op 20 april van dat jaar werd de stad officieel gesticht. Het is nu de hoofdplaats van de gemeente Nezahualcóyotl die vernoemd is naar Nezahualcóyotl (1402-1472), een beroemde precolumbiaanse dichter en koning van het nabijgelegen Texcoco.

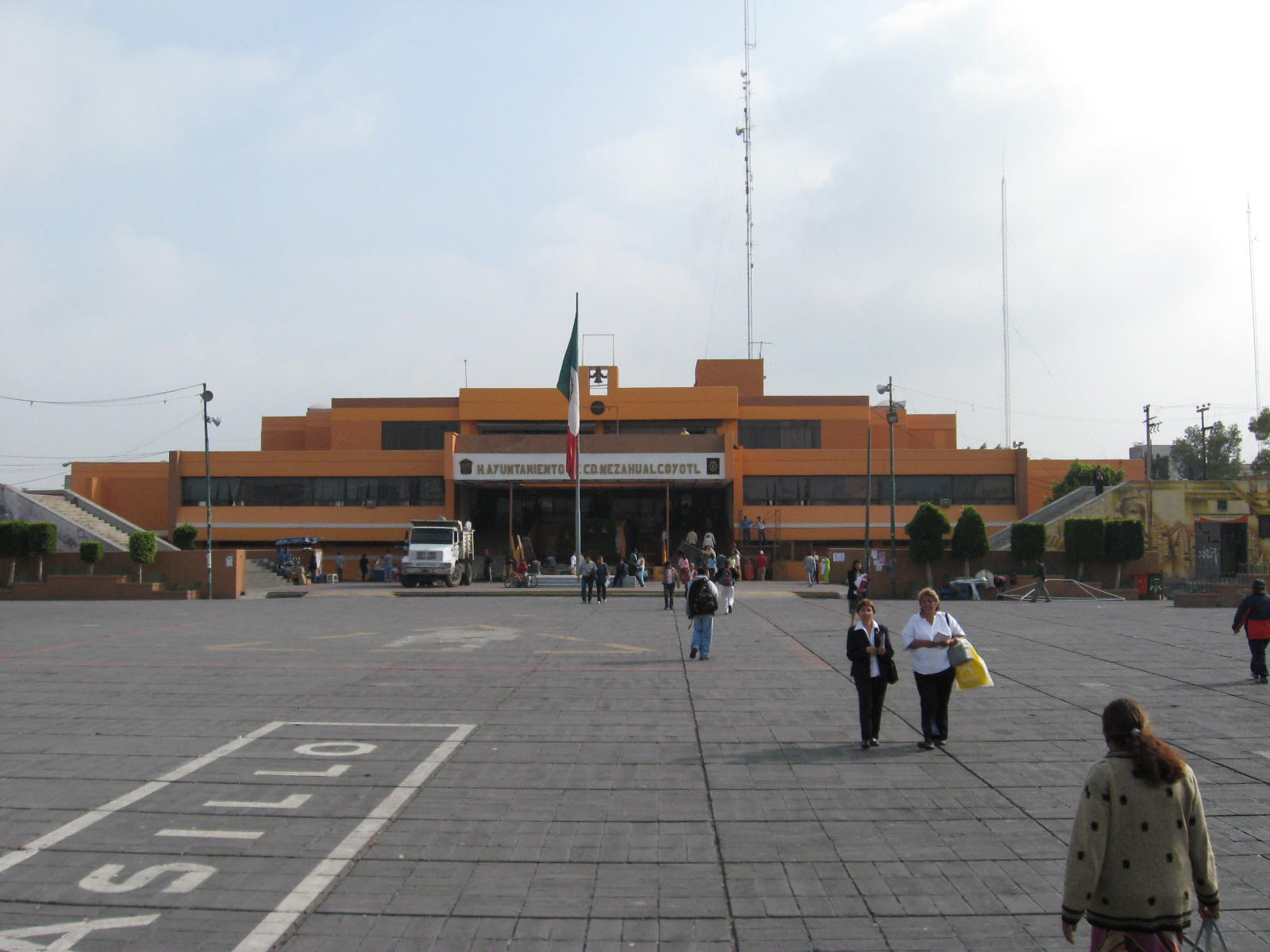
Gemeentelijk paleis van Nezahualcóyotl

De bevolking van de stad groeide razendsnel; rond 1980 had Nezahualcóyotl bijna twee miljoen inwoners, waarmee het de derde (!) stad van het land werd. Het ontbrak Neza echter aan voorzieningen: pas in de jaren zeventig kreeg de stad stromend water en bestrating. Nezahualcóyotl groeide uit tot de grootste en beruchtste sloppenwijk van Mexico-Stad. Het grootste deel van de huizen bestond slechts uit golfplaat en karton en de inwoners werden geplaagd door armoede, vervuiling en criminaliteit.
De laatste jaren is de toestand enigszins verbeterd. Juist omdat Nezahualcóyotl zo berucht was, hebben de lokale bevolking en in mindere mate de overheid er veel aan gedaan om de ergste ellende te verhelpen. Hoewel Nezahualcóyotl nog steeds als een van de minder aangename voorsteden van Mexico-Stad geldt, is zij tenminste aangesloten op de basisvoorzieningen. De bevolkingsgroei is gestopt en sinds 1990 heeft de bevolking zelfs enigszins afgenomen.

## Onderwijs

### Universidad Tecnológica de Nezahualcóyotl

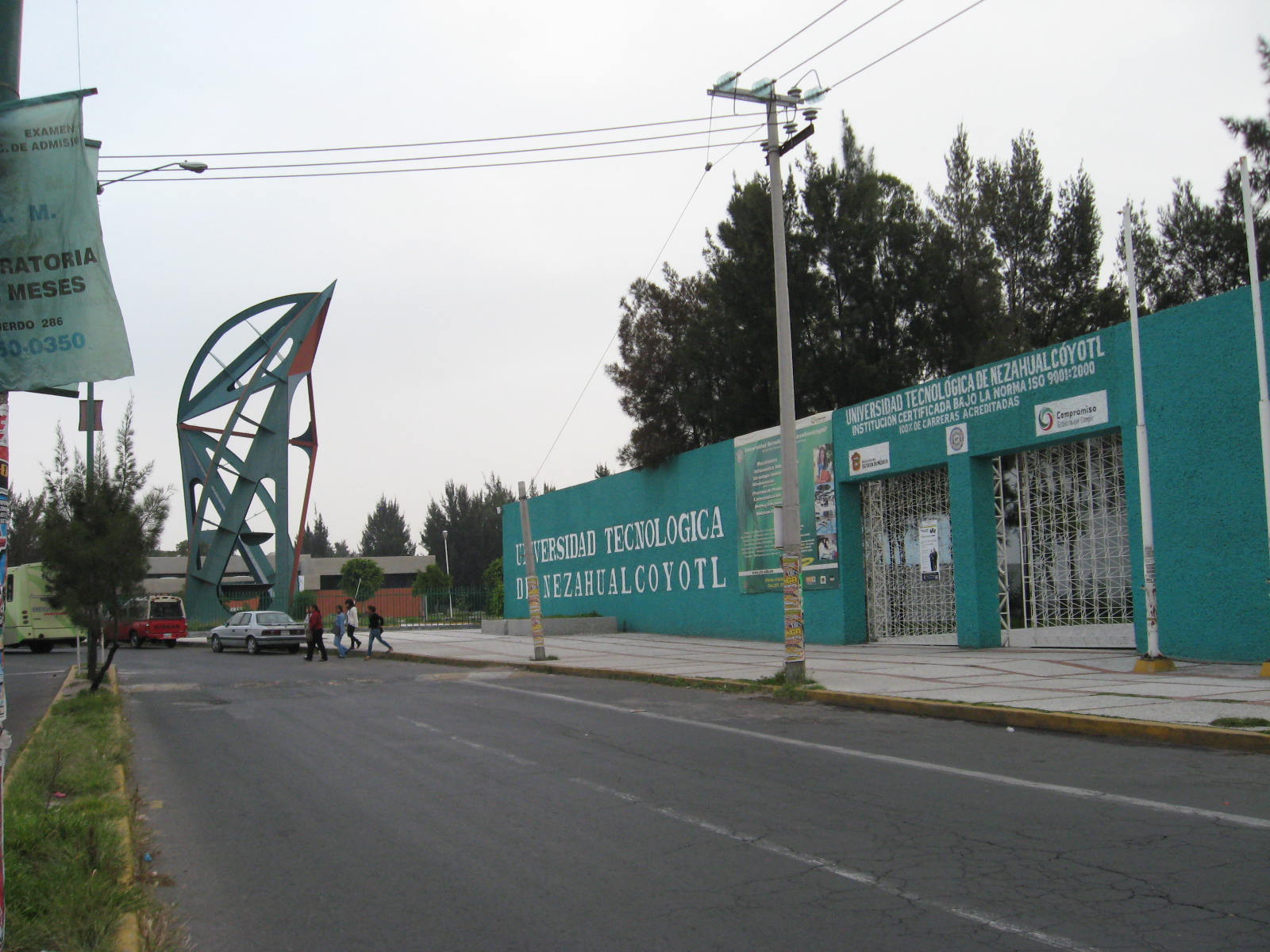
Ingang van de UTN

De Universidad Tecnológica de Nezahualcóyotl (UTN, Technologische Universiteit van Nezahualcóyotl, in de volksmond ook wel UniTec genoemd) werd in 1991 opgericht door de staat Mexico als onderdeel van het Subsistema de Universidades Tecnológicas van Mexico. Het instituut biedt zes opleidingen van twee jaar op het gebied van administratie, handel, ICT, productietechniek, milieutechnologie en telematica. Op de campus bevinden zich diverse sportfaciliteiten zoals een volleybalveld, een wedstrijdzwembad en een voetbalstadion.

### Facultad de Estudios Superiores Aragón
De Facultad de Estudios Superiores Aragón, ook bekend als FES-Aragón, is een satelliet-campus van de UNAM. De campus heeft een maximale capaciteit van twintigduizend studenten, en biedt een twaalftal opleidingen op het gebied van architectuur, journalistiek, rechtsgeleerdheid, industrieel design, economie, techniek, pedagogiek, agribusiness, internationale betrekkingen en sociologie. Tevens is er een centrum voor vreemde talen gevestigd.